# 奥恩西亚
奥恩西亚，是西班牙卡斯蒂利亚-莱昂莱昂省的一个市镇。 总面积98平方公里，2001年普查人口總數為457人，人口密度為每平方公里5人。